# 美しい国へ
『美しい国へ』（うつくしいくにへ）は、安倍晋三が2006年に発表した著書。

## 概要
2006年5月24日、安倍晋三は講演で「官房長官の職責をしっかりと務めていくことによって、おのずと道が決まってくる」と述べ、同年9月実施予定の自民党総裁選挙出馬への意欲を示した。党総裁選の準備運動として、本書を同年7月21日に文藝春秋の文春新書から出版した。担当編集者は新谷学。
改憲を訴える安倍は本書において、日本国憲法前文の一文「われらは、平和を維持し、専制と隷従、圧迫と偏狭を地上から永遠に除去しようと努めてゐる国際社会において、名誉ある地位を占めたいと思ふ」を、「連合国に対する“詫び証文”のような宣言」と評した。また、靖国神社にA級戦犯が合祀されていることについて「それは国内法で、かれらを犯罪者とは扱わない、と国民の総意で決めたからである」と持論を展開し、戦争責任者の復権を訴えた。
安倍は出版から約2か月後の9月20日に行われた自民党総裁選で初当選。9月26日に内閣総理大臣に就任した。
2006年のトーハンの総合ベストセラーで17位を記録した。
2007年9月の安倍の退陣、2009年9月の自由民主党の下野を経て、安倍が政権復帰した直後の2013年1月21日には、同新書より、本書の増補版である『新しい国へ 美しい国へ 完全版』が発売された。

## 反響など
- 2006年8月、参議院議員の山本一太は『なぜいま安倍晋三なのか』（リヨン社）を出版[12]。総裁選に向け安倍の当選を後押しした[要出典]。
- 2006年9月27日、参議院議員の喜納昌吉は「安倍内閣総理大臣の歴史認識に関する質問主意書」を議長に提出。「安倍晋三内閣総理大臣は、さきに政策方針とも受け取れる著書『美しい国へ』を出版したが、その中では祖父・岸信介元内閣総理大臣と太平洋戦争の重要な関係が触れられていない」「太平洋戦争及びそれ以前の日本軍のアジアにおける行為は、侵略として内外で広く認められてきた。しかし、安倍内閣総理大臣は、太平洋戦争など日本の近現代史部分について、『歴史認識は歴史家に任せるべきだ』と繰り返すものの、ドイツのナチスが始めた戦争については『侵略』と明言している。他国の侵略行為は認め、自国の侵略行為をめぐる判断は『歴史家に委ねよう』と主張する理由を明らか」にしてもらいたい、と述べた[13]。同年10月6日、安倍は「国際法上の侵略の定義については様々な議論が行われているものの確立された定義があるとは承知していない。その上で、一般的に、歴史的な事象に関する評価については、専門家等により議論されるべきものと考える」と回答した[14]。

## 書誌情報
- 安倍晋三『美しい国へ』文藝春秋〈文春新書〉、2006年7月21日。ISBN 978-4166605248。
  - 安倍晋三『新しい国へ 美しい国へ 完全版』文藝春秋〈文春新書〉、2013年1月21日。ISBN 978-4166609031。